# Вулиця Геннадія Афанасьєва (Київ)
Ву́лиця Генна́дія Афана́сьєва — вулиця в Дарницькому районі міста Києва, місцевість Нова Дарниця. Пролягає від Сімферопольської до Бориспільської вулиці.
Прилучаються вулиці Юрія Пасхаліна, Ялтинська, Севастопольська і Санаторна.

## Історія
Вулиця виникла на початку XX століття, мала назву Феодосіївська. У 1920-х роках отримала назву (3-тя) вулиця Котовського, на честь більшовицького військового ватажка Григорія Котовського. У 1941—1943 роках — Середня. У 1955 року мала назву на честь радянського партизана Костянтина Заслонова.
8 вересня 2022 року при голосуванні депутатів Київської міської ради проєкт рішення про перейменування вулиці на честь героя кримськотатарського народу Амет-Хана Султана не набрав необхідної кількості голосів.
Сучасна назва на честь активіста громадського спротиву російській окупації Криму, політв'язня Геннадія Афанасьєва, що загинув захищаючи Україну від російського військового вторгнення, — з 29 серпня 2024 року.

## Пам'ятки
Палац культури «Дарниця» (вулиця Геннадія Афанасьєва, 18) є пам'яткою архітектури місцевого значення.

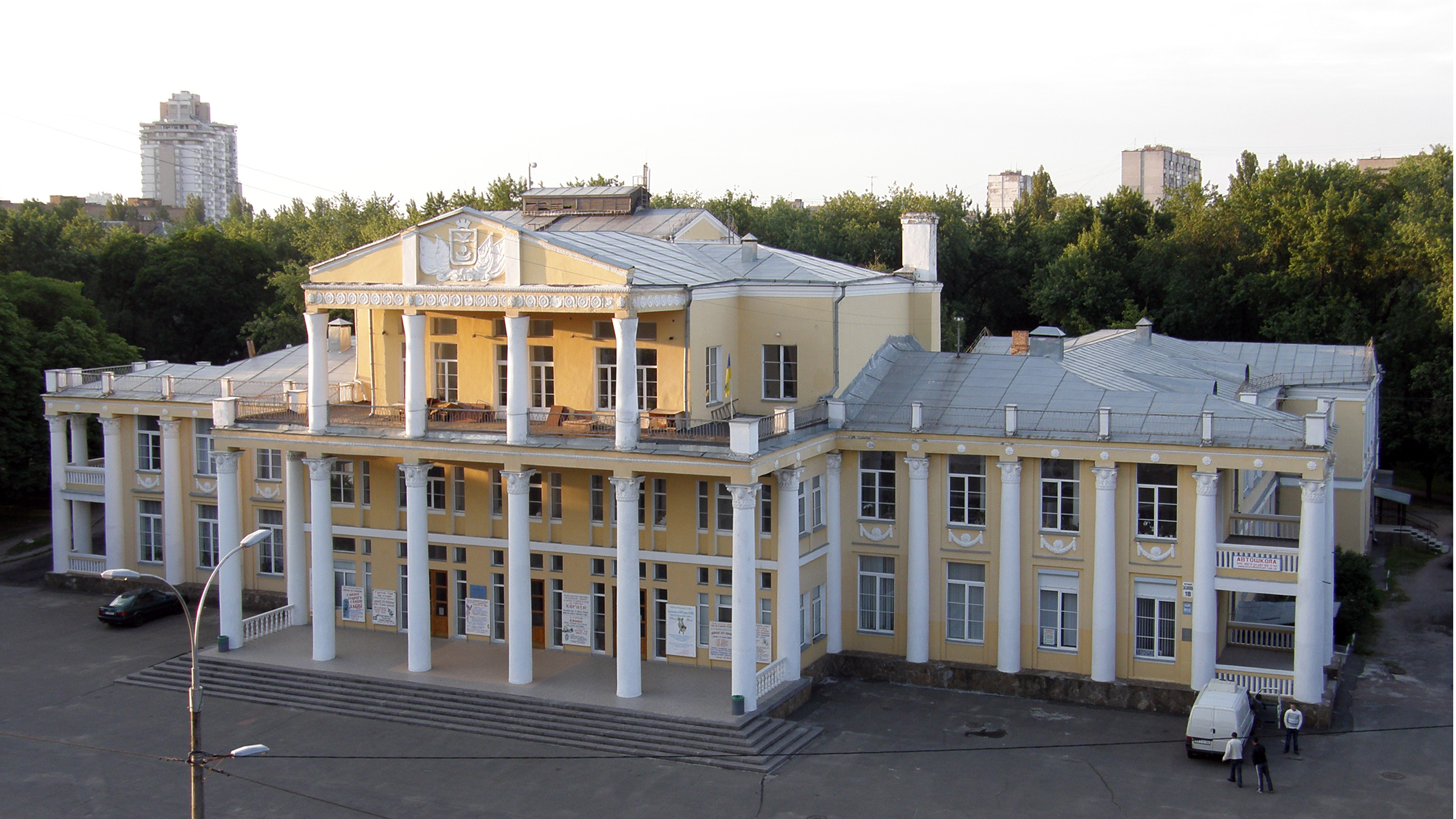
Палац культури «Дарниця»